# 谷正綱
谷 正綱（こく せいこう、1902年4月30日〈光緒28年3月23日〉 - 1993年〈民国82年〉12月11日）は中華民国の政治家。当初は中国国民党左派に属して反蔣介石運動にも加わった。後に蔣支持に転じ、晩年は国際的な反共主義運動の指導者となる。兄の谷正倫、弟の谷正鼎も中国国民党や国民政府で要職に就き、彼らと共に「谷氏三兄弟」と称された。字は叔常。

## 事跡

### 改組派からの台頭
1922年（民国11年）、弟の谷正鼎と共にドイツへ留学し、ベルリン大学で学ぶ。留学中の1924年に兄弟揃って中国国民党に入党した。1925年、やはり正鼎と共にソビエト連邦に向かい、モスクワ中山大学で研究に従事した。
1926年（民国15年）に帰国し、1928年（民国17年）、陳公博・顧孟余ら国民党左派が結成した「国民党改組同志会」（いわゆる「改組派」）に加入した。1931年（民国19年）、蔣介石が胡漢民を軟禁したことにより反蔣派が広州非常会議を開催すると、谷もこれに参加して北平・天津で活動している。
同年の満州事変（九・一八事変）勃発により蔣派・反蔣派の大同団結がなり、12月に谷正綱は国民党第4期中央執行委員候補に選出される。1934年（民国23年）12月、国民政府実業部常務次長に任命され、翌年11月には第5期中央執行委員・常務委員・組織部副部長に抜擢された。1937年（民国26年）の日中戦争（抗日戦争）勃発後に中央軍事委員会第5部副部長に任命され、翌年6月には三民主義青年団中央臨時幹事会常務幹事となる。さらに国民党浙江省党部主任委員兼第3戦区政治部主任に任ぜられた。

### 社会部長として
1939年（民国28年）11月、谷正綱は国民党中央社会部部長に任ぜられ、戦時中の社会福祉事業の責任者となった。翌1940年（民国29年）10月、同部は国民政府に移管されて社会部が新設され、谷が引き続き部長に任命される。以後、1949年（民国38年）3月まで9年にわたり、この地位にあった。1945年（民国34年）5月、国民党第6期中央執行委員兼常務委員となり、さらに党中央農工委員会委員長も兼ねた。同年7月から1か月だけだが、農林部長を暫時務めている。
国共内戦期間中は、上述のとおり社会部長のほか、最高経済委員会委員、綏靖区政務委員会委員、制憲国民大会代表、行憲国民大会代表などを歴任した。内戦末期に蔣介石が一時下野に追い込まれた後の1949年（民国38年）3月、谷正綱は社会部長を辞任し、台湾に逃れている。

### 台湾での反共活動
台湾では1950年（民国39年）1月に内政部長に任命され、あわせて大陸災胞救済総会理事長を兼ねている。同年8月、国民党中央改造委員会委員兼特別党務組組長に任ぜられ、国民党の組織改革に取り組んだ。1951年（民国40年）、総統府国策顧問に招聘される。1952年（民国41年）、国民党第7期中央委員に選出され、以後、第12期まで同様に選出され続けた。
1954年（民国43年）1月、谷正綱は国防部参謀次長に任命され、8月にはアジア人民反共同盟中国総会理事長にも任ぜられた。1959年（民国48年）10月、国民大会秘書長兼憲政研討委員会秘書長となり、1966年（民国55年）には憲政研討委員会副主任委員になっている。1967年（民国56年）、世界反共連盟主席に任ぜられ、その翌年には終身名誉議長となった。
1980年（民国69年）、谷正綱は総統府資政に転じる。国民党においても、1988年（民国77年）の第13期からは中央評議委員となり、続く第14期でも同様であった。
1993年（民国82年）12月11日、台北市にて病没。享年92（満91歳）。